# Negros
Negros és una illa de les Filipines pertanyent a l'arxipèlag de les Visayas.
Està situada al nord-oest de Mindanao, entre Panay a l'oest, Masbate al nord i Cebú a l'est. Té 13.074 km² i una població d'uns 3.700.000 d'habitants (2000). La seva màxima altura és el volcà Kanlaon, de 2.460 m. L'economia de l'illa es basa en el sector primari, produeix la meitat del sucre del país, així com arròs, cocos, bananes, papaies i mangos. També és important l'extracció de coure i de guix.
L'illa està dividida en dues províncies: Negros Occidental i Negros Oriental, amb Bacolod i Dumaguete com a capitals respectives.